# いなぎ発信基地ペアテラス

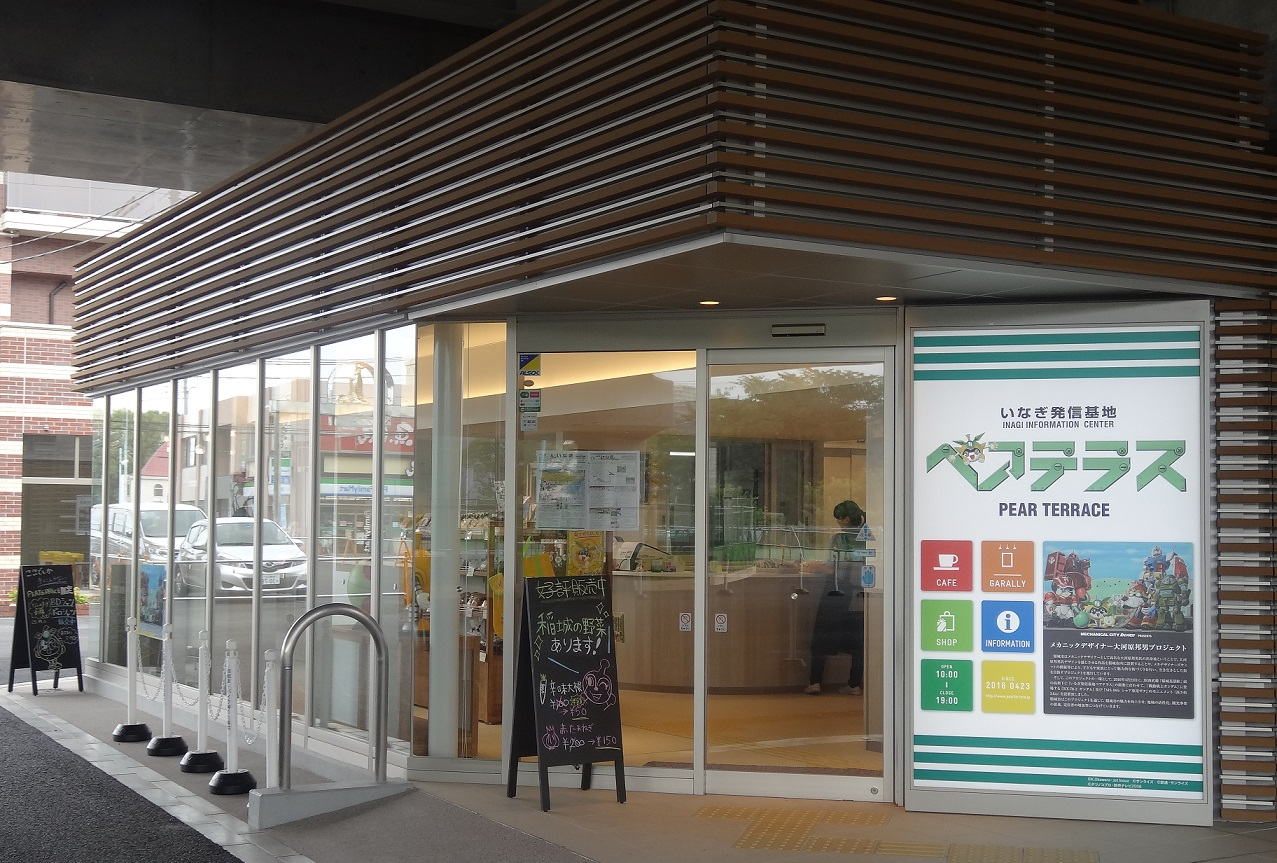
いなぎ発信基地ペアテラス

ガンダム像

いなぎ発信基地ペアテラス（いなぎはっしんきちペアテラス）は、東京都稲城市東長沼に所在する観光施設である。運営は稲城市商工会。

## 概要
東日本旅客鉄道（JR東日本）南武線稲城長沼駅の高架下に位置する。観光情報や野菜や多摩川梨の菓子などを販売。
『機動戦士ガンダム』のメカニックデザイナーである大河原邦男が稲城市出身であり、同市がすすめるメカニックデザイナー大河原邦男プロジェクトのひとつとして2体のガンダム像（高さ約3.6m、RX-78-2 ガンダムとMS-06S シャア専用ザク。使用素材は繊維強化プラスチック。）の設置が行われた。
2016年（平成28年）4月23日に開業。オープニングイベントにはデザイナーの大河原邦男、アムロ・レイ役の古谷徹、シャア・アズナブル役の池田秀一が参加した。